# LIBRIS
LIBRIS (Library Information System) is een Zweedse catalogus van bibliotheekdossiers die wordt beheerd door de Nationale Bibliotheek van Zweden in Stockholm. Het is mogelijk om landelijk ongeveer 6,5 miljoen titels te doorzoeken.
Naast bibliografische records, één voor elke boek of publicatie, bevat LIBRIS ook een autoriteitsdossier van mensen. Voor elke persoon is er een dossier dat naam, geboortedatum en beroep verbindt met een unieke identificatiecode.
De MARC-code voor de Swedish Union Catalog is SE-LIBR, genormaliseerd: selibr.
De ontwikkeling van LIBRIS is terug te voeren tot het midden van de jaren zestig. Terwijl rationalisatie van bibliotheken al twee decennia na de Tweede Wereldoorlog een probleem was, publiceerde een regeringscommissie in 1965 een rapport over het gebruik van computers in onderzoeksbibliotheken. De overheidsbegroting van 1965 creëerde een bibliotheekraad voor onderzoek (Forskningsbiblioteksrådet, FBR). Een voorlopig ontwerpdocument, Biblioteksadministrativt Information System (BAIS), werd in mei 1970 gepubliceerd en de naam LIBRIS, een afkorting van Library Information System, werd gebruikt voor een technisch subcomité dat op 1 juli 1970 van start ging. De nieuwsbrief LIBRIS-meddelanden (ISSN 0348-1891) is gepubliceerd sinds 1972 en is online sinds 1997.